# Куш'їнське сільське поселення
Куш'ї́нське сільське поселення — муніципальне утворення в складі Ігринського району Удмуртії, Росія. Адміністративний центр та єдиний населений пункт — село Куш'я.
Населення — 531 особа (2015; 550 в 2012, 552 в 2010).